# COMILOG-Materialseilbahn
Die COMILOG-Materialseilbahn war eine der längsten Seilbahnen der Welt. Sie transportierte von 1957 bis 1986 Manganerz von Moanda in der Provinz Haut-Ogooué im Osten von Gabun über 76 Kilometer nach Mbinda in der Republik Kongo.
Die Compagnie minière de l’Ogooué (COMILOG), eine 1953 gegründete französisch-amerikanische Minengesellschaft, begann im folgenden Jahr mit den Vorbereitungen zur Ausbeutung einer Mangan-Mine in Moanda. Der Ort lag im tropischen Regenwald ohne nennenswerte Verkehrsverbindungen zum Atlantik. Man beschloss daher, eine Materialseilbahn von Moanda nach Mbinda zu bauen, einem Ort direkt auf der anderen Seite der Grenze zur Republik Kongo, wo das Erz auf eine ebenfalls zu bauende Eisenbahnverbindungsstrecke zur Kongo-Ozean-Bahn nach der Hafenstadt Pointe-Noire verladen werden konnte. Die Arbeiten an der Mine begannen 1957, die Materialseilbahn wurde 1959 fertiggestellt und die Eisenbahnverbindung nach Mbinda ging schließlich 1962 in Betrieb.
Die Materialseilbahn hatte zehn Sektionen und 858 Stützen mit einer Höhe zwischen 5 m und 74 m. Die 1 to-Kübel waren 24 Stunden pro Tag unterwegs.
Mit der Fertigstellung der Trans-Gabun-Eisenbahn von Libreville nach Moanda im Jahr 1986 wurde die Materialseilbahn geschlossen.
Die COMILOG ist weiterhin im Manganabbau und seiner Verarbeitung in Moanda tätig und hat mittlerweile auch die ursprünglich staatliche Trans-Gabun-Eisenbahn übernommen.